# Metal Gear
Metal Gear (メタルギア Metaru Gia) er et computerspil der blev udgivet 2 juli 1987. Spillet er det første spil i Metal Gear Solid-serien der er skabt af spiludvikleren Hideo Kojima. Spillet foregår i fugleperspektiv og er kendt som det første rigtige snigespil.

## Historie
I spillet er man agenten Solid Snake fra styrken Foxhound, der har til opgave at ødelægge kamprobotten Metal Gear. Historien får dog et twist da skaberen af Metal Gear viser sig at være Solid Snakes far, Big Boss.

## Escape from New York
Solid snake, ligner meget til forveksling Kurt Russell i filmen Escape From New York.
Dvs. ser man filmen, og derefter spiller det første Metal Gear, så vil man se sammenhæng mellem personerne.